# Kazunori Kan
Kazunori Kan (japanisch 菅 和範 Kan Kazunori; * 11. November 1985 in der Präfektur Ehime) ist ein japanischer Fußballspieler.

## Karriere
Kan erlernte das Fußballspielen in der Universitätsmannschaft der Kochi-Universität. Seinen ersten Vertrag unterschrieb er 2008 bei FC Gifu. Der Verein spielte in der zweithöchsten Liga des Landes, der J2 League. Für den Verein absolvierte er 137 Ligaspiele. 2012 wechselte er zum Ligakonkurrenten Tochigi SC. Am Ende der Saison 2015 stieg der Verein in die J3 League ab. 2017 wurde er mit dem Verein Vizemeister der J3 League und stieg in die J2 League auf.